# Campeonato Mundial de Tenis de Mesa por Equipos de 2028
El LIX Campeonato Mundial de Tenis de Mesa por Equipos se celebrará en Fukuoka (Japón) en el año 2028 bajo la organización de la Federación Internacional de Tenis de Mesa (ITTF) y la Federación Japonesa de Tenis de Mesa.